# フランシス・ベイヴィア
フランシス・エリザベス・ベイヴィア(Frances Elizabeth Bavier 1902年12月14日– 1989年12月6日)はアメリカ合衆国の舞台及びテレビ女優。ニューヨークの劇場で活動を始め、1950年代から映画やテレビで活動をするようになった。1960年から1970年の『メイベリー110番』、『メイベリー R.F.D.』のビーおばさん役で知られる。『メイベリー110番』の役の中で10年間という最も長い期間演じられたキャラクターである。1967年、この役でエミー賞助演女優賞コメディ部門を受賞。

## 経歴
ニューヨークで生まれ、コロンビア大学とアメリカン・アカデミー・オブ・ドラマティック・アーツで学ぶ。ヴォードヴィルで活動を始め、ブロードウェイ・シアターに進出。多数の映画にも出演し、幅広い役柄でテレビ出演も果たす。ヘンリー・フォンダと共演した舞台『Point of No Return 』、1951年の映画『地球の静止する日』のバーレイ夫人役などに出演。1957年、『The Eve Arden Show 』のシリーズで主人公の母親ノラ・マーティン役を演じた。
1960年より『メイベリー110番』に彼女の最も有名な役であるビーおばさん役で出演。ニューヨークでの活動中、彼女自身才能が見出されることがないと感じていたが、ビーおばさんとして『メイベリー110番』に出演後、唯一オリジナル・キャストでスピンオフ『メイベリー R.F.D.』の2シーズンにも続けて出演した。ビーおばさんの肝っ玉母さんキャラに比べて実は本人は繊細で、現場のスタッフからは「卵の殻の上を歩いている(非常に用心深い、の意)」と言われていた。1967年、プライムタイム・エミー賞助演女優賞コメディ部門を受賞。『メイベリー110番』主演のアンディ・グリフィスは撮影中彼女と時々衝突したとしている。1998年4月24日『Larry King Live 』でグリフィスは、彼女の死の4ヶ月前に電話があり、撮影中の出来事を彼女に深く謝られたことを明かした。

## 後年
1972年、女優業を引退し、ノースカロライナ州シラー・シティに家を買った。生まれ育ったニューヨークではなくノースカロライナ州を選んだことに関してインタビューで「道や木々など、ノースカロライナの全てがとても気に入ったの」と答えた。1974年、家族向け映画『ベンジー』に一時的に復帰。彼女は未婚で子供もいなかった。一見、個人的な付き合いは苦手のようだが、職場やファンの人たちには人当たりが良かった。1981年、クーリエ・トリビューン誌の記者チップ・ウォミックの記事によると、クリスマスおよびイースター・シールズをシラー・シティの自宅から熱心に助成しており、ファンレターをくれた人に熱心な返事を書くこともあった。しかしあまりにも熱狂的なファンに敷地に侵入されることもあり、隠匿生活に入るようになった。
1986年、テレビ映画『Return to Mayberry 』の撮影の頃には体調が悪化しており、作品中ではビーおばさんは亡くなったことになった。
30代の頃からスチュードベーカー車のファンであった。『メイベリー R.F.D.』では彼女自身が所有する1966年製デイトナ2ドアスポーツセダンを運転していた。サウスベンド工場最後の車種で1964年から1966年の間カナダで製作された。彼女の生存中ずっと完全なコンディションを保ち、運転手が買い換えることを提案した時にはこれを拒否した。彼女の健康が悪化し車に乗ることがなくなると、車庫に入ったままタイヤは4本パンクし、内装は猫達に破壊されていた。彼女が亡くなってから1年後、オークションで2万ドルで落とされ、今も車庫で見つかった時のコンディションのままである。落札者は、これをもし修理してしまえばもはやそれはビーおばさんのスチュードベーカーではなくなってしまう、と考えている。彼女はスチュードベーカー・ドライバーズ・クラブの会員でもあった。

## 逝去
1989年11月22日、チャタム病院に入院。心血管疾患とガンに苦しんでおり、2週間集中治療室に入った。1989年12月4日退院し、2日後自宅で心筋梗塞で亡くなった。
シラー・シティのオークウッド墓地に埋葬された。墓標には彼女の最も有名な役である『ビーおばさん』の名前と『人々の心の中で生き続ける』と記されている。

## 出演作品
| 年   | 題名                                           | 役名                       | 特記事項                      |
| ---- | ---------------------------------------------- | -------------------------- | ----------------------------- |
| 1931 | 街のをんな Girls About Town                    | Joy                        |                               |
| 1951 | 地球の静止する日 The Day the Earth Stood Still | バーレイ夫人 Mrs. Barley   |                               |
| 1952 | 恋の手ほどき The Lady Says No                  | Aunt Alice Hatch           |                               |
| 1952 | 怒りの河 Bend of the River                     | Mrs. Prentiss              | 別題名: Where the River Bends |
| 1952 | Sally and Saint Anne                           | Mrs. Kitty "Mom" O'Moyne   |                               |
| 1952 | My Wife's Best Friend                          | Mrs. Chamberlain           |                               |
| 1952 | 征服されざる西部 Horizons West                 | Martha Hammond             |                               |
| 1952 | The Stooge                                     | Mrs. Rogers                |                               |
| 1953 | Man in the Attic                               | Helen Harley               |                               |
| 1956 | 悪い種子 The Bad Seed                          | ディナーパーティにいる女性 | クレジット無し                |
| 1958 | A Nice Little Bank That Should Be Robbed       | Mrs. Solitaire             | 別題名: How to Rob a Bank     |
| 1959 | それはキッスで始った It Started with a Kiss    | Mrs. Tappe                 |                               |
| 1974 | ベンジー Benji                                 | 猫の飼い主                 |                               |

| 年         | 題名                                                       | 役名                 | 特記事項                                                                |
| ---------- | ---------------------------------------------------------- | -------------------- | ----------------------------------------------------------------------- |
| 1952       | Racket Squad                                               | Martha Carver        | 1エピソード                                                             |
| 1952– 1953 | Gruen Guild Playhouse                                      | Sarah Cummings       | 2エピソード                                                             |
| 1953       | ホールマーク・ホール・オブ・フェイム Hallmark Hall of Fame | Lou Bloor            | 1エピソード                                                             |
| 1953– 1954 | City Detective                                             | Various roles        | 3エピソード                                                             |
| 1953– 1954 | Letter to Loretta                                          | Various roles        | 3エピソード                                                             |
| 1953– 1955 | Dragnet                                                    | Hazel Howard         | 3エピソード                                                             |
| 1954       | The Pepsi-Cola Playhouse                                   | Thelma               | 2エピソード                                                             |
| 1954– 1955 | Waterfront                                                 | Martha Amy           | 2エピソード                                                             |
| 1954– 1956 | It's a Great Life                                          | Mrs. Amy Morgan      | 62エピソード                                                            |
| 1955       | ローン・レンジャー Lone Ranger                             | Aunt Maggie Sawtelle | 1エピソード                                                             |
| 1955       | Soldiers of Fortune                                        | Amelia Lilly         | 1エピソード                                                             |
| 1955       | Damon Runyon Theater                                       |                      | 1エピソード                                                             |
| 1955       | ヒッチコック劇場 Alfred Hitchcock Presents: Revenge        | Mrs. Fergusen        | 1エピソード                                                             |
| 1956       | Lux Video Theatre                                          |                      | 1エピソード                                                             |
| 1956       | Cavalcade of America                                       | Mrs. Hayes           | 1エピソード                                                             |
| 1957       | Jane Wyman Presents The Fireside Theatre                   |                      | 1エピソード                                                             |
| 1957       | General Electric Theater                                   | Miss Trimingham      | 1エピソード                                                             |
| 1957       | Perry Mason                                                | Louise Marlow        | 1エピソード                                                             |
| 1957– 1958 | The Eve Arden Show                                         | Mrs. Nora Martin     | 5エピソード                                                             |
| 1958       | Colgate Theatre                                            |                      | 1エピソード                                                             |
| 1959       | The Ann Sothern Show                                       | Mrs. Wallace         | 1エピソード                                                             |
| 1959       | The Thin Man                                               |                      | 1エピソード                                                             |
| 1959       | Sugarfoot                                                  | Aunt Nancy Thomas    | 1エピソード                                                             |
| 1959       | Wagon Train                                                | Sister Joseph        | 1エピソード                                                             |
| 1959       | サンセット77 77 Sunset Strip                               | Grandma Fenwick      | 1エピソード                                                             |
| 1960       | The Danny Thomas Show                                      | Henrietta Perkins    | 1エピソード                                                             |
| 1960       | ローハイド Rawhide                                         | Ellen Ferguson       | 1エピソード                                                             |
| 1960– 1968 | メイベリー110番 Andy Griffith Show                         | ビーおばさん         | 175エピソード プライムタイム・エミー賞助演女優賞コメディ部門受賞 (1967) |
| 1967       | マイペース二等兵 Gomer Pyle, U.S.M.C.                      | ビーおばさん         | 1エピソード                                                             |
| 1968– 1970 | メイベリー R.F.D. Mayberry R.F.D.                          | ビーおばさん         | 24エピソード                                                            |